# بروباسيتامول
بروباسيتامول Propacetamol  دواء مساعد وهو شكل من أشكال الباراسيتامول. ينتج عن أسترة الباراسيتامول، وعن الحمض الكاربوكسيلي للدي ايثيل غليسين. وهذا ما يجعل له ميزة أنه يصبح أكثر ذوبانا في الماء. يعطى لتسكين آلام ما بعد العمليات الجراحية على شكل محلول حقني وريدي IV.
حيث يعطى عبر هذا الطريق عندما يكون من الصعب إعطاؤه بالطريق الفموي وعبر المستقيم، وتكون مضادات الالتهاب اللاستيروئيدية مضاد استطباب.
إن لحظة بداية التأثير للبروباسيتامول أسرع من الباراسيتامول عبر الطريق الفموي. وإن 2غ من البروباسيتامول يكافئ 1غ من الباراسيتامول.

## الأستعمال العلاجي
يستعمل عن طريق الري الوريدي. وهو دواء يخفض الحمى (خافضا للحرارة) يعد هذا الدواء مسكنا (يخفف الألم). يقتصر استعماله على البالغين والمراهقين والأطفال ويوصى باستعماله للعلاج القصير الأمد للألم المتوسط الحدة، لا سيما بعد العمليات الجراحية، وللعلاج القصير الأمد للحمى